# Sangaris duplex
Sangaris duplex là một loài bọ cánh cứng trong họ Cerambycidae.